# Harley Anderson
Pour les articles homonymes, voir Anderson.
Harley Christian Erskine Anderson (3 février 1884-17 avril 1934) est un homme politique canadien de la Colombie-Britannique. Il est député provincial social-démocrate de la circonscription britanno-colombienne de North Vancouver de 1930 jusqu'à son décès en avril 1934,.